# 盧姆

盧姆是非洲中西部國家喀麥隆的城市，由濱海省負責管轄，位於該國西部，海拔高度293米，連接杜阿拉和恩康桑巴的道路途經該市，2001年人口141,400。
4°43′N 9°43′E / 4.717°N 9.717°E